# Над снегами
«Над снегами» (пол. Ponad śnieg) — польский чёрно-белый немой художественный фильм, драма 1929 года. Экранизация пьесы Стефана Жеромского «Белее снега» (пол. Ponad śnieg bielszym się stanę).

## Сюжет
Пани Рудомская — помещница с Восточных Кресов. Она хочет, чтобы её племянница Ирена стала женой соседа, богатого помещника. К сожалению, её сын Вико любит Ирену и расстраивает бракосочетание, вызывая беспорядки в деревне. Вико сбежал, а вскоре был вынужден сражаться на фронте Первой мировой войны. После возвращения домой, крестьянине бунтуют против помещиков. Рудомская простила сыну прежнюю вину, а когда его арестовали большевики, пробовала его защитить. Поэтому она схвачена и подлежит расстрелу. Польские уланы не успеют ей помочь.

## В ролях
- Станислава Высоцкая — Рудомская
- Мечислав Цибульский — Вико
- Зофья Корейво — Ирена
- Стефан Ярач — Йоахим
- Зорика Шиманьская — Елена
- Кароль Бенда — Сьвятобур
- Ирена Гавенцкая
- Мариан Чауский
- Ежи Кобуш
- Януш Дзевоньский
- Тадеуш Фиевский